# Suối Tà Cơn
Suối Tà Cơn là phụ lưu của sông Rào Quán trong hệ thống sông Thạch Hãn, chảy ở huyện Hướng Hóa và Đakrông tỉnh Quảng Trị, Việt Nam .

## Dòng chảy
Suối Tà Cơn khởi nguồn ở bản Tà Cơn xã Tân Hợp huyện Hướng Hóa. 16°39′24″B 106°43′10″Đ / 16,656599°B 106,719427°Đ
Suối chảy hướng đông nam, sang xã Đakrông suối đổ vào sông Rào Quán. Tại bản Cu Pô xã Đakrông sông Rào Quán hợp lưu với sông Đakrông.
Bản "Danh mục địa danh dân cư... tỉnh Quảng Trị" ghi lỗi tên thành Suối Tà Cún .
Trong Chiến tranh Việt Nam vào những năm 1966 – 1968 quân đội Mỹ đã lập ra sân bay Tà Cơn là đầu cầu hàng không trong cụm cứ điểm quân sự chiến lược gọi là tập đoàn cứ điểm Khe Sanh. Những năm đó Quân Giải phóng miền Nam Việt Nam tiến hành Chiến dịch giải phóng Khe Sanh để khai thông con đường tiếp vận từ miền Bắc vào miền Nam. Sân bay Tà Cơn hiện là một di tích lịch sử và điểm tham quan trong tour du lịch "tour DMZ - Thăm lại chiến trường xưa" trong Chiến tranh Việt Nam .